# یواس‌اس اسمیت (دی‌دی-۱۷)
یواس‌اس اسمیت (دی‌دی-۱۷) (به انگلیسی: USS Smith (DD-17)) یک کشتی بود که طول آن ۲۹۳ فوت ۱۰ اینچ (۸۹٫۵۶ متر) بود. این کشتی در سال ۱۹۰۹ ساخته شد.